# Військовий хрест Карла
Військовий Хрест Карла І (нім. Karl-Truppenkreuz) — військова пам'ятна медаль Австро-Угорщини часів правління останнього імператора Карла I, для нагородження військових, учасників Першої світової війни, які перебували на фронті не менше трьох місяців та брали участь мінімум в одному бою.

## Історія
Нагорода затверджена 13 грудня 1916 р. імператором Австро-Угорської імперії Карлом І.
Загалом було нагороджено 651 000 осіб.

## Розміщення
Нагороду носили на яскраво-червоній стрічці з червоно-білими бічними смугами на лівій стороні грудей.

## Дизайн
Аверс
Медаль має форму хреста, який накладений на лавровий вінок. Лицьова і зворотна сторони хреста мають зернисту поверхню, облямовані по краю опуклим бортиком і мають написи виконані опуклими буквами. У верхній частині хреста розміщене слово ㈜«лат. GRATI», у середині — «лат. PRINCEPS ET PATRIA» і в нижній частині ― «лат. CAROLVS IMP.ET REX» — «Вдячний правитель і країна, Імператор і король – Карл»
Реверс
На звороті у верхній частині вензель монарха у вигляді літери «С» («лат. CAROLVS» – «Карл») над ним зображено австрійську імператорську корону (ліворуч) та угорську королівську корону (праворуч). По центрі надпис «лат. VITAM ET SANGVINEM» – «З життям і кров'ю», а в нижній частині хреста римське число «MDCCCCXVI» — «1916» (рік затвердження нагороди).
Стрічка
Хрест носився на стрічці шириною 38 мм, складеною в трикутну колодку, з червоною смугою посередині шириною 18 мм, окантованою з обох боків комбінованою смугою шириною 10 мм, що складається почергово горизонтальних білих та червоних смуг.
Матеріал та розміри
Хрест виготовлявся з легкого цинкового сплаву та мав розмір 28-29 мм. 

## Див.також
- Орден Залізної Корони
- Нагороди Австро-Угорської імперії (список)